# پژمان منتظری

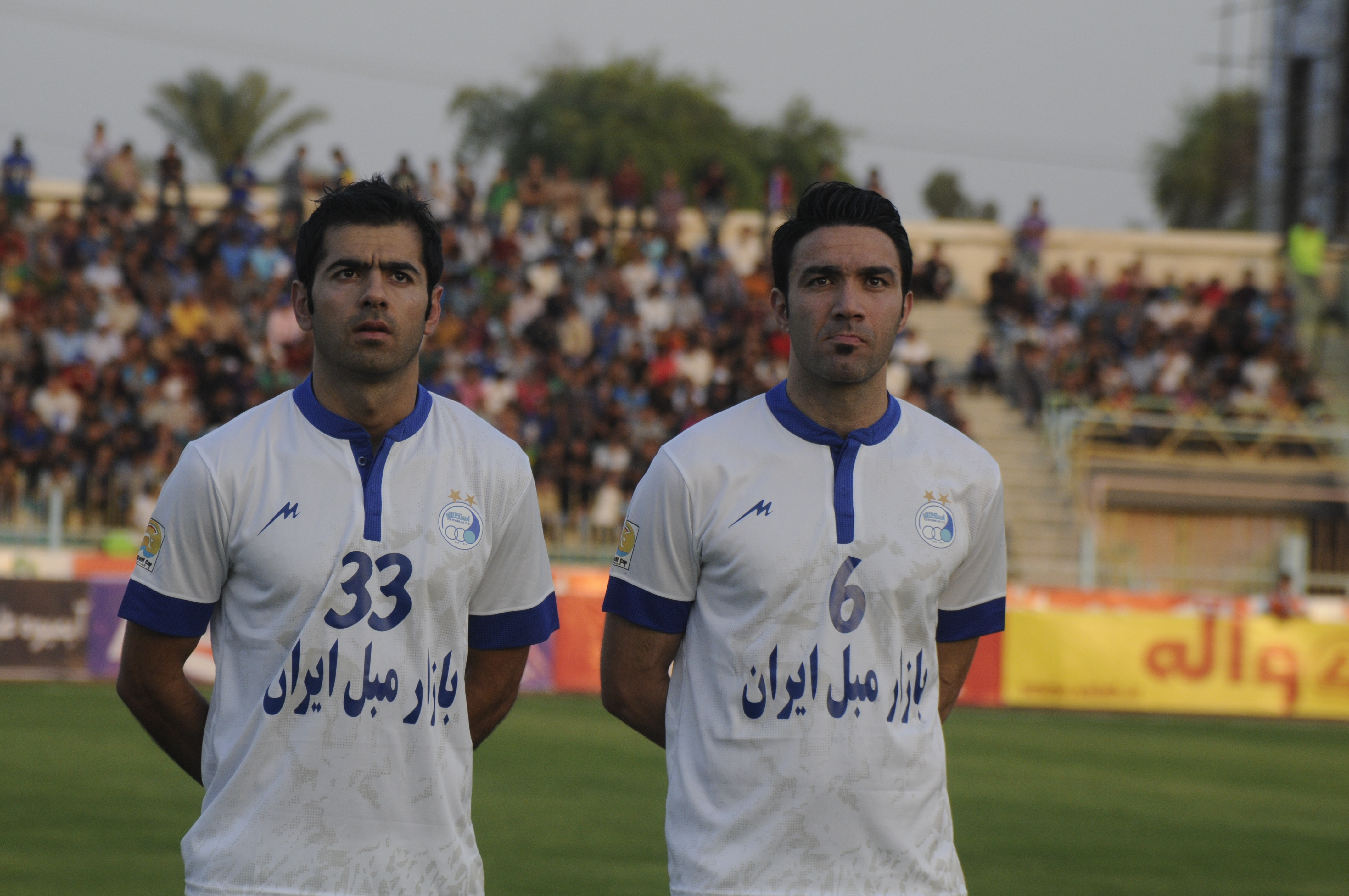
جواد نکونام - پژمان منتظری

پژمان منتظری (زادهٔ ۱۵ شهریور ۱۳۶۲ در اهواز) بازیکن سابق فوتبال اهل ایران است.

## دوران باشگاهی

### فولاد خوزستان
او محصول آکادمی فولاد خوزستان است و سال‌ها در این تیم بازی می‌کرد. وی همچنین سابقه بازی در لیگ قهرمانان آسیا ۲۰۰۶ به همراه تیم فولاد خوزستان را دارد.

### استقلال
او از جمله بازیکنانی بود که در زمان سقوط تیم فوتبال فولاد خوزستان به لیگ آزادگان به تیم استقلال تهران پیوست او در دوران حضور در این تیم از ستون‌های خط دفاعی استقلال به‌شمار می‌رفت توانست افتخارات زیادی را با این تیم کسب کند. منتظری در تیم منتخب فصل ۲۰۱۳ لیگ قهرمانان آسیا قرار گرفت.

### لیگ ستارگان قطر
منتظری در تاریخ ۱۳ دی ۱۳۹۲ با عقد قراردادی ۱٫۵ ساله به باشگاه فوتبال ام صلال قطر پیوست که در تاریخ مزبور در جدول لیگ ستارگان قطر در رتبه آخر قرار داشت. و بعد از آن به تیم الاهلی پیوست که مجتبی جباری همبازی سابق او هم در آنجا حضور داشت.

### بازگشت به استقلال
وی در تابستان سال ۱۳۹۶ با قراردادی دو ساله به تیم استقلال بازگشت. او در ابتدای فصل ۱۳۹۶–۹۷ دچار مصدومیت شد و ماه‌ها دور از میادین بود. او در نیم فصل به تیم اضافه شد و در نیمه نهایی جام حذفی گل دوم تیمش را زد با گل او استقلال به فینال صعود کرد و توانست قهرمان جام حذفی شود. دوره دوم حضور پژمان منتظری در استقلال تهران در تاریخ ۲۸ خرداد ۱۳۹۸ با خداحافظی این بازیکن از هواداران استقلال تهران پایان یافت.

### الخریطیات
وی در ژوئن ۲۰۱۹ به تیم لیگ دسته یکی الخریطیات پیوست و توانست در همین فصل عنوان قهرمانی لیگ دسته یک قطر را کسب کندو به لیگ ستارگان قطر صعود کند.
وی ۱۱ ژوئیه ۲۰۲۳ در سن ۳۹ سالگی از دنیای فوتبال خداحافظی کرد.

## دوران مربیگری
الشحانیه
پژمان منتظری در سال ۲۰۲۴ به عنوان سرمربی تیم امید الشحانیه قطر انتخاب شده بود. وی بعد از گذراندن دوران کلاس مربیگری و کسب مدارک لازم ، در ۱۱ ژوئیه ۲۰۲۵ به عنوان دستیار سانتیاگو دنیا سرمربی جوان اسپانیایی در تیم فوتبال الشحانیه قطر انتخاب شد

## ۳۰۰ بازی برای استقلال
پژمان منتظری جزو ۵ بازیکنی است که از مرز ۳۰۰ بازی با پیراهن باشگاه استقلال تهران عبور کرده‌اند. منتظری با انجام ۳۱۸ بازی با پیراهن استقلال بعد از محمود فکری بیشترین بازی را برای استقلال انجام داده است. منتظری در این ۳۱۸ بازی فقط نوزده بار به عنوان کاپیتان بازی را برای استقلال شروع کرد.

## آمار حرفه ای
تا تاریخ ۱۱ آوریل ۲۰۲۱
| عملکرد          | عملکرد          | عملکرد                  | لیگ      | لیگ      | جام      | جام      | قاره‌ای | قاره‌ای | مجموع | مجموع |
| فصل             | باشگاه          | لیگ                     | بازی     | گل       | بازی     | گل       | بازی   | گل     | بازی  | گل    |
| ایران           | ایران           | ایران                   | لیگ برتر | لیگ برتر | جام حذفی | جام حذفی | آسیا   | آسیا   | مجموع | مجموع |
| --------------- | --------------- | ----------------------- | -------- | -------- | -------- | -------- | ------ | ------ | ----- | ----- |
| ۲۰۰۴–۲۰۰۵       | فولاد           | لیگ برتر                | ۲۹       | ۲        | ۰        | ۰        | ۰      | ۰      | ۲۹    | ۲     |
| ۲۰۰۵–۲۰۰۶       | فولاد           | لیگ برتر                | ۲۸       | ۱        | ۰        | ۰        | ۶      | ۱      | ۳۴    | ۲     |
| ۲۰۰۶–۲۰۰۷       | فولاد           | لیگ برتر                | ۲۴       | ۲        | ۲        | ۰        | ۰      | ۰      | ۲۶    | ۲     |
| مجموع فولاد     | مجموع فولاد     | مجموع فولاد             | ۸۱       | ۵        | ۲        | ۰        | ۶      | ۱      | ۸۹    | ۶     |
| ۲۰۰۷–۲۰۰۸       | استقلال         | لیگ برتر                | ۳۱       | ۲        | ۶        | ۱        | ۰      | ۰      | ۳۷    | ۳     |
| ۲۰۰۸–۲۰۰۹       | استقلال         | لیگ برتر                | ۲۸       | ۰        | ۲        | ۰        | ۴      | ۰      | ۳۴    | ۰     |
| ۲۰۰۹–۲۰۱۰       | استقلال         | لیگ برتر                | ۳۲       | ۶        | ۲        | ۰        | ۷      | ۱      | ۴۱    | ۳     |
| ۲۰۱۰–۲۰۱۱       | استقلال         | لیگ برتر                | ۳۲       | ۲        | ۳        | ۱        | ۶      | ۰      | ۴۱    | ۳     |
| ۲۰۱۱–۲۰۱۲       | استقلال         | لیگ برتر                | ۲۸       | ۲        | ۴        | ۰        | ۷      | ۰      | ۳۹    | ۲     |
| ۲۰۱۲–۲۰۱۳       | استقلال         | لیگ برتر                | ۲۹       | ۰        | ۳        | ۱        | ۸      | ۱      | ۴۰    | ۳     |
| ۲۰۱۳–۲۰۱۴       | استقلال         | لیگ برتر                | ۱۹       | ۱        | ۱        | ۰        | ۴      | ۰      | ۲۴    | ۱     |
| مجموع استقلال   | مجموع استقلال   | مجموع استقلال           | ۱۹۹      | ۱۰       | ۲۱       | ۳        | ۳۶     | ۲      | ۲۵۶   | ۱۵    |
| ۲۰۱۴–۲۰۱۵       | ام صلال         | لیگ ستارگان             | ۱۴       | ۰        | ۱        | ۰        | ۰      | ۰      | ۱۵    | ۰     |
| ۲۰۱۵–۲۰۱۶       | ام صلال         | لیگ ستارگان             | ۲۵       | ۲        | ۰        | ۰        | ۰      | ۰      | ۲۵    | ۲     |
| مجموع ام صلال   | مجموع ام صلال   | مجموع ام صلال           | ۳۹       | ۲        | ۱        | ۰        | ۰      | ۰      | ۴۰    | ۲     |
| ۲۰۱۶–۲۰۱۷       | الاهلی          | لیگ ستارگان             | ۱۸       | ۲        | ۰        | ۰        | ۰      | ۰      | ۱۸    | ۲     |
| مجموع الاهلی    | مجموع الاهلی    | مجموع الاهلی            | ۱۸       | ۲        | ۰        | ۰        | ۰      | ۰      | ۱۸    | ۲     |
| ۲۰۱۷–۲۰۱۸       | استقلال         | لیگ برتر                | ۱۵       | ۰        | ۳        | ۱        | ۹      | ۰      | ۲۷    | ۱     |
| ۲۰۱۸–۲۰۱۹       | استقلال         | لیگ برتر                | ۲۵       | ۰        | ۱        | ۰        | ۶      | ۱      | ۳۲    | ۱     |
| مجموع استقلال   | مجموع استقلال   | مجموع استقلال           | ۴۰       | ۰        | ۴        | ۱        | ۱۵     | ۱      | ۵۹    | ۲     |
| ۲۰۱۹–۲۰۲۰       | الخریطیات       | لیگ دسته یک لیگ ستارگان | ۲۱       | ۰        | ۱        | ۰        | ۰      | ۰      | ۲۲    | ۰     |
| ۲۰۲۰–۲۰۲۱       | الخریطیات       | لیگ دسته یک لیگ ستارگان | ۱۶       | ۱        | ۰        | ۰        | ۰      | ۰      | ۱۶    | ۱     |
| ۲۰۲۲–۲۰۲۳       | الخریطیات       | لیگ دسته یک             |          |          |          |          |        |        |       |       |
| مجموع الخریطیات | مجموع الخریطیات | مجموع الخریطیات         | ۳۷       | ۱        | ۱        | ۰        | ۰      | ۰      | ۳۸    | ۱     |
| مجموع آمار      | مجموع آمار      | مجموع آمار              | ۴۱۴      | ۲۰       | ۲۹       | ۴        | ۵۷     | ۴      | ۵۰۰   | ۲۸    |

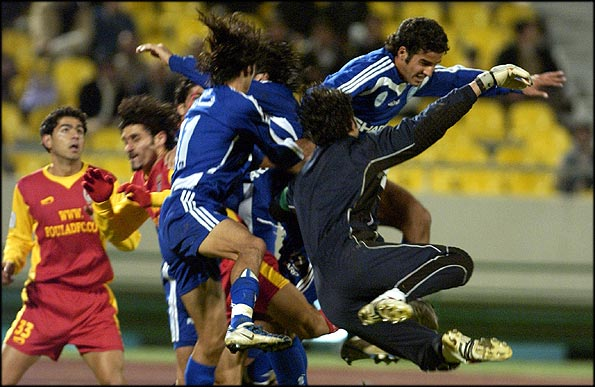
منتظری (سمت چپ تصویر) در نخستین فصل حضورش در رقابت‌های لیگ برتر همراه با فولاد خوزستان، ۱ آذر ۱۳۸۳

- پژمان منتظری در اولین فصل حضورش در الخریطیات در لیگ دسته یک حضور داشت و در دومین فصل حضورش در الخریطیات در لیگ ستارگان قطر حضور داشت[۱۲]و در سومین فصل حضورش در الخریطیات در لیگ دسته یک قطر حضور داشت.
- آمار فصل سوم حضور منتظری در الخریطیات در دسترس نیست.

## افتخارات
- قهرمانی در لیگ برتر فوتبال ایران ۸۴–۸۳ به همراه تیم فولاد خوزستان
- قهرمانی در لیگ برتر فوتبال ایران ۸۸–۸۷ به همراه تیم استقلال تهران
- قهرمانی در لیگ برتر فوتبال ایران ۹۲–۹۱ به همراه تیم استقلال تهران
- قهرمانی در لیگ دسته یک قطر ۲۱–۲۰۲۰ به همراه الخریطیات
- قهرمانی در جام حذفی ۸۷–۱۳۸۶ به همراه تیم استقلال تهران
- قهرمانی در جام حذفی ۹۱–۱۳۹۰ به همراه تیم استقلال تهران
- قهرمانی در جام حذفی ۹۷–۱۳۹۶ به همراه تیم استقلال تهران
- نیمه نهایی جام باشگاه‌های آسیا ۱۳–۲۰۱۲ به همراه استقلال تهران

### ملی
- صعود به جام جهانی ۲۰۱۴ برزیل به همراه تیم ملی فوتبال ایران
- صعود به جام جهانی ۲۰۱۸ روسیه به همراه تیم ملی فوتبال ایران
- صعود به نیمه نهایی جام ملت‌های آسیا ۲۰۱۹ به همراه تیم ملی فوتبال ایران[۱۳]

### فردی
- دفاع سال فوتبال ایران در سال ۲۰۱۳ به همراه استقلال تهران
- تیم منتخب فصل جام باشگاه‌های آسیا ۱۳–۲۰۱۲ به همراه استقلال تهران
- تیم منتخب فصل لیگ برتر فوتبال ایران ۹۲–۱۳۹۱ به همراه استقلال تهران[۱۴]

## دوران ملی
پژمان منتظری در بازی‌های آسیایی ۲۰۰۶، عضو تیم ملی فوتبال زیر ۲۱ سال ایران بود؛ و به همراه تیم توانست مدال برنز رقابت‌ها را از آن خود کند.
وی در سال ۲۰۰۸ برای اولین بار برای تیم ملی بزرگسالان به میدان رفت.
او در تاریخ ۱۰ مهرماه ۱۳۹۰ از سوی کارلوس کیروش به تیم ملی دعوت شد. منتظری یکی از نفرات حاضر در جام جهانی ۲۰۱۴برزیل بود؛
پژمان منتظری در هر سه بازی تیم ملی جام جهانی ۲۰۱۴ به صورت فیکس در ترکیب قرار داشت و یکی از نفرات برتر خط دفاعی تیم ملی در جام جهانی ۲۰۱۴ بود
پژمان منتظری تاکنون دو جام جهانی و یک جام ملت‌های آسیا را به همراه تیم ملی ایران تجربه کرده است.
وی تاکنون ۵۱ بازی ملی انجام داده است و دو گل در کارنامه خود در عرصه ملی دارد و همیشه یکی از بازیکنان مورد اعتماد کارلوس کیروش در تیم ملی بوده است. وی نهایتاً در تاریخ ۲۸ خرداد ۱۳۹۸ به صورت رسمی از بازی‌های ملی خداحافظی کرد.